# Rochdale
Rochdale je město v severozápadní Anglii. Je součástí stejnojmenného metropolitního distriktu a metropolitního hrabství Velký Manchester. Leží na úpatí jižních Pennin necelých 16 km severovýchodně od centra Manchesteru a 8 km severozápadně od města Oldham.

## Historie
Název města pochází od řeky Roch, na které leží. V Domesday Book se však objevuje i jméno Recedham, pocházející ze staroangličtiny. V průběhu let se název změnil na Rachedale až se ustálil na dnešním Rochdale.

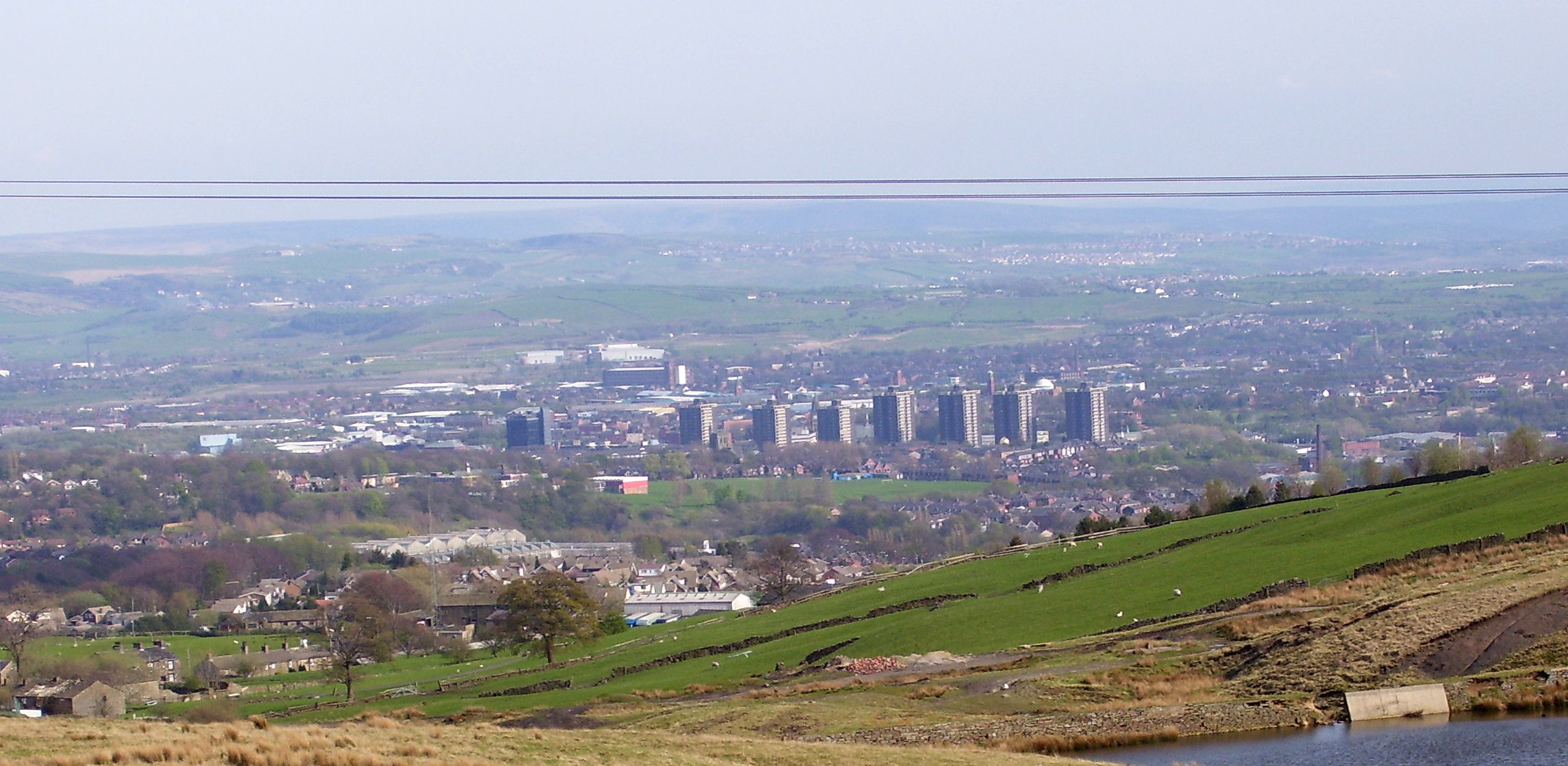
Celkový pohled na město

Starověká římská silnice, která spojovala hradiště Eboracum (dnešní York) a Mancunium (dnešní Manchester), procházela v blízkosti dnešního Rochdale. Její součástí bylo přemostění bažinatého území v oblasti Blackstone Edge.
V 9. a 10. století bylo dnešní Rochdale součástí oblasti Danelaw, v které bylo tzv. dánské právo nadřazeno právu anglosaskému. V té době bylo město částým cílem nájezdů kmenů Dánů a Sasů. Dnešní předměstí Castleton je pojmenováno podle hradiště, pocházejícího z té doby, avšak zničeného při pozdějších střetech Dánů a Sasů, takže v současnosti již po něm neexistují žádné pozůstatky.
Ve středověku se Rochdale stalo tržním městem, od roku 1250 se trhy konaly každý týden a jednou ročně byl pořádán jarmark.
Od dob průmyslové revoluce začalo Rochdale intenzívně růst a jeho význam jako průmyslového města se stále zvyšoval. Vybudováním železničního spojení, sítě kanálů pro lodní dopravu a mnoha továren se stalo atraktivním pro bohaté obchodníky.

## Geografie
Rochdale se rozkládá v údolí řeky Roch asi 16 kilometrů severovýchodně od centra v Manchesteru v nadmořské výšce 137 m. Je obklopeno menšími sídly jako Whitworth, Littleborough, Milnrow, Royton, Heywood a Shaw and Crompton, se kterými díky mohutné výstavbě zejména ve 20. století stavebně téměř splynulo. Podnebí ve městě je jako na většině území Britských ostrovů mírné, bez výraznějších extrémů počasí a teplotních výkyvů.

## Významné stavby
Architektonicky nejvýznamnějším objektem ve městě je budova radnice, postavená v novogotickém stylu. Je hlavním sídlem úřadů zodpovědných za správu metropolitního distriktu, který zahrnuje nejen samotné město Rochdale, ale i města a vesnice v širším okolí. Budova radnice je všeobecně považována za jednu z architektonicky nejvýznamnějších budov svého druhu v zemi a je zařazena na seznam památkově chráněných budov s hodnocením stupněm I, tedy jako stavba výjimečného významu.
V těsném sousedství radnice na zalesněném návrší se nachází novogotický kostel svatého Ceady z druhé poloviny 19. století. Druhým významným duchovním stánkem ve městě je kostel svatého Jana. Vybudován byl v roce 1927 v novobyzantském slohu a záměrně měl svou podobou připomínat chrám Hagia Sophia v Istanbulu.

## Sport
Ve městě sídlí dva profesionální kluby, fotbalový Rochdale AFC a Rochdale Hornets, provozující rugby league neboli tzv. třináctkové ragby. Oba tyto kluby působí na Spotland Stadium, který má kapacitu více než 10 000 diváků.
Rochdale AFC byl založen v roce 1907 a v roce 1921 se přihlásil do fotbalové ligy. Zařazen byl do Football League Third Division (north), která byla v tomto roce založena. Klub nikdy nepůsobil výše než ve třetí nejvyšší soutěži v Anglii, avšak v roce 1962 se dostal do finále Ligového poháru, ve kterém podlehl týmu Norwich City.
V okolí města je několik golfových hřišť, z nichž nejvýznamnější jsou Rochdale Golf Club a Marland Golf Course ve Springfield Parku. V městě též sídlí několik kriketových klubů, většina z nich hraje Pennine Cricket League (PCL). Potápěčský klub byl založen v roce 1959 a zůstává stále aktivní.

## Galerie

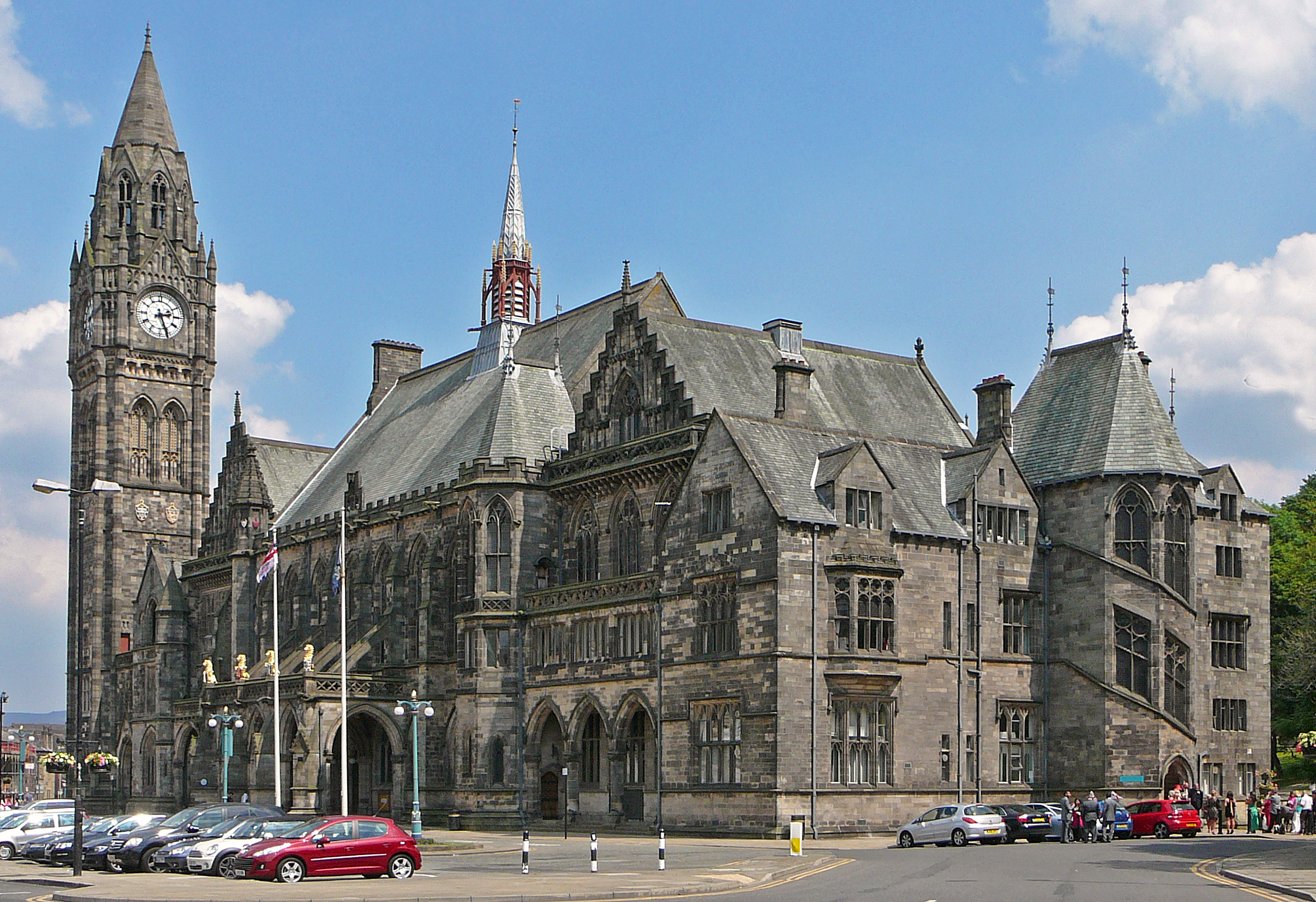
Budova radnice v Rochdale
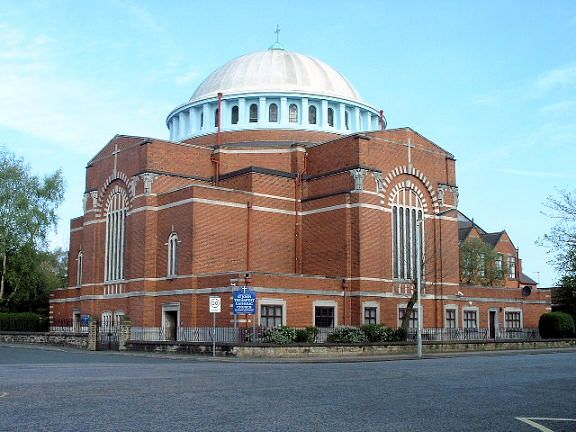
Kostel sv. Jana
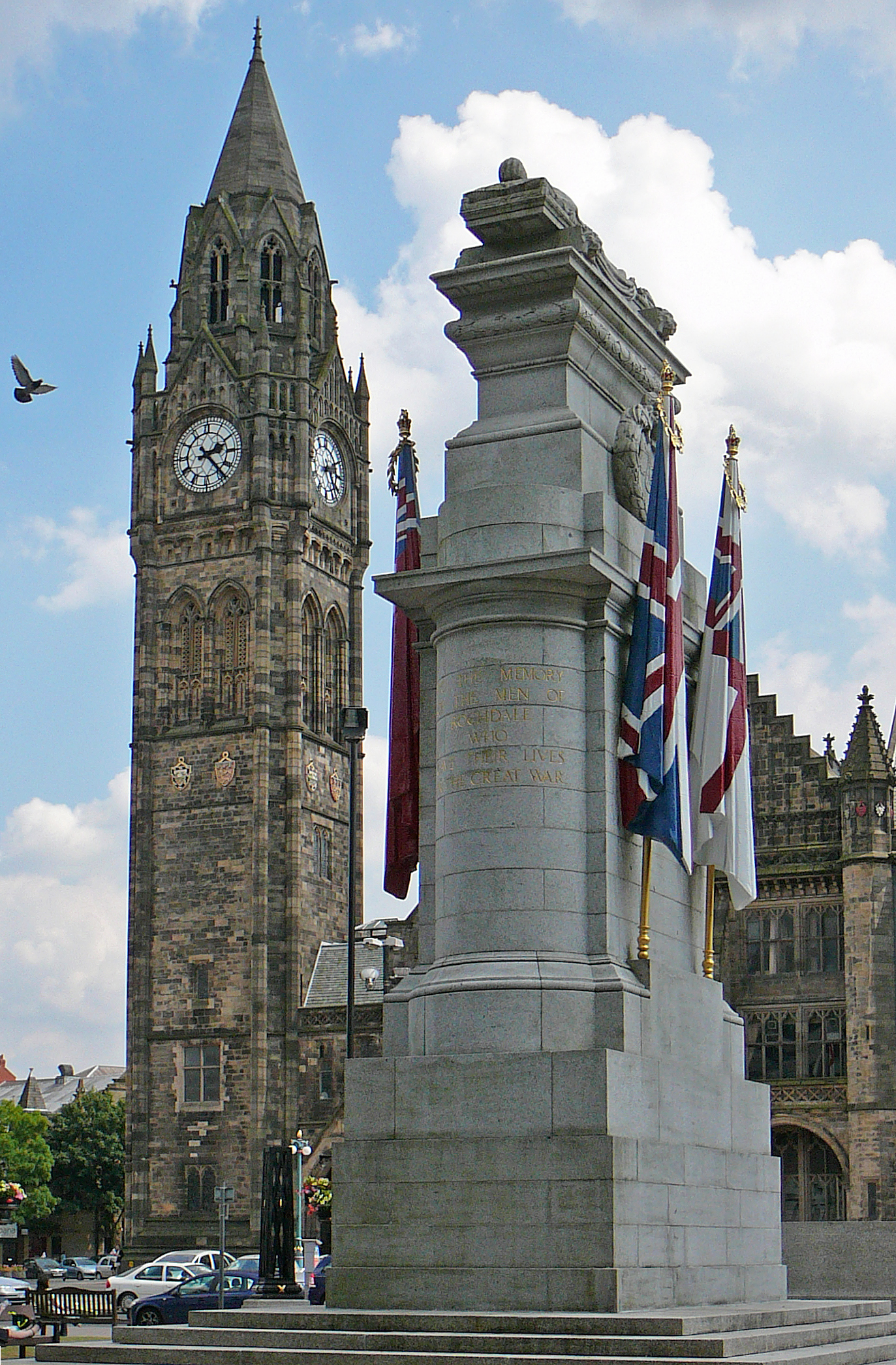
Památník válečným obětem, v pozadí věž radnice
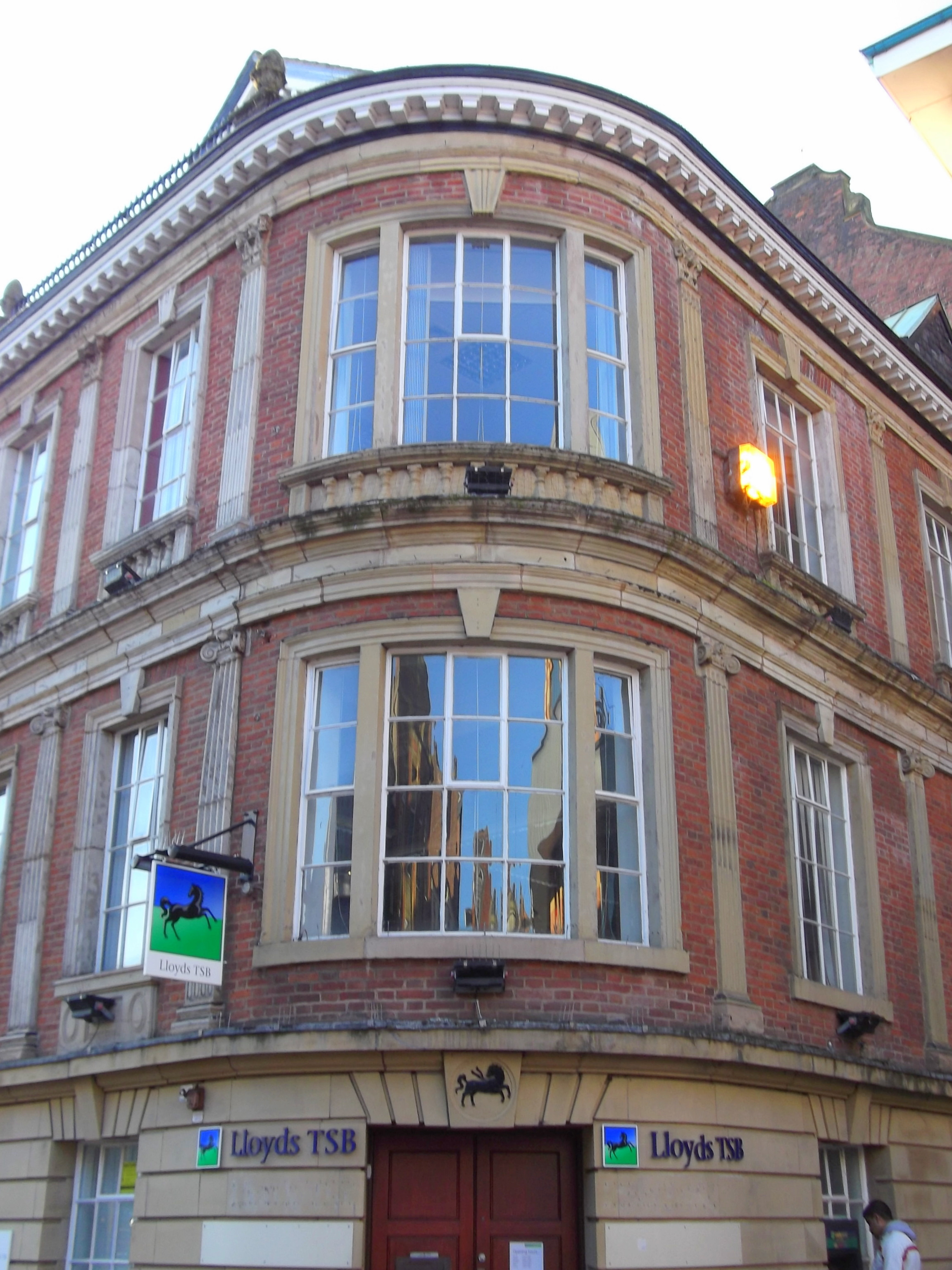
Budova Lloyds bank v centru města